# Cegielnia (gmina Bujwidze)
Cegielnia (lit. Plytinė) – wieś na Litwie, w rejonie wileńskim, 2 km na północny zachód od Bujwidzów, zamieszkana przez 10 ludzi. Przed II wojną światową w Polsce, w powiecie wileńsko-trockim województwa wileńskiego.